# ピアノ三重奏曲第3番 (ドヴォルザーク)
ピアノ三重奏曲第3番 ヘ短調 作品65（B130）は、アントニン・ドヴォルザークが作曲したピアノ三重奏曲。同時期に作曲されたスケルツォ・カプリチオーソ、序曲『フス教徒』、バラード、そして交響曲第7番同様、本作は劇的で暗く、押しの強いスタイルを取っており、気ままな民謡調を特徴とする「スラヴ期」はこの後に続くことになる。

## 概要
ドヴォルザークは1883年2月に本作の作曲に着手し、3月31日に全曲を完成させた。草稿からは曲の形式を定めるにあたり苦心を重ねた跡が窺われ、草稿と出版譜の間には多数の相違があるのみならず、中間の2つの楽章の順序が逆になっている。初演は1883年10月27日に、ムラダー・ボレスラフでの演奏会で行われた。その際、ドヴォルザーク自身がピアノを演奏した。2週間後には同じ奏者によりプラハ初演が行われた。楽譜はその後まもなく、ジムロックから出版されている。
彼はこの頃までにオペラの成功により祖国で確固たる地位を築くとともに、『モラヴィア二重唱曲集』や『スラヴ舞曲』第1集によりその名をヨーロッパ中に轟かせていた。これによって各国から無数の依頼が舞い込み、ドヴォルザークは強いプレッシャーに晒されることになる。また、ブラームスとの交流が始まっており、友人からもたらされる助言の影響を受けてドヴォルザークの作風にブラームスの色が紛れ込むようになる。加えて、作曲に着手する2か月前に彼の母が他界していることも特筆に値する。
こうした状況下に置かれながらも、本作は7年前に書かれた前作のピアノ三重奏曲第2番から著しい進歩を遂げている。エドゥアルト・ハンスリックは1884年2月13日の『Neue Freie Presse』において次のように書いている。「ここ数週間の多数の演奏会の中で我々にもたらされた最も価値ある宝石は、紛れもなくドヴォルザークの新作ピアノ三重奏曲 ヘ短調である。曲からは作曲者が自身のキャリアの絶頂にあることが示されている。」

## 楽曲構成
全4楽章で構成される。演奏時間は約39分。

### 第1楽章
Allegro ma non troppo 4/4拍子 ヘ短調
序奏を持たず、譜例1の思い悩むような不気味な主題によって開始される。
譜例1
譜例1の後により断定的なフレーズが続く（譜例2）。さらに譜例1が変奏の形で今一度奏される。
譜例2
新しいフレーズや譜例2を用いた推移を経て、チェロから第2主題が奏される（譜例3）。この主題は柔和な表情をもっている。
譜例3
大きな盛り上がりを築いて提示部を終えると反復は設けられておらず、展開部へと入っていく。譜例1による展開が先行するが、やがて譜例2が中心となって扱われていく。再現部では譜例1とその変奏が再現され終わってから譜例2が現れる。譜例3はやはりチェロによって奏されていく。譜例2と譜例1を中心としたコーダが置かれており、最後はポコ・ピウ・モッソ、クアジ・ヴィヴァーチェへと加速して急き込むように終わりを迎える。

### 第2楽章
Allegretto grazioso – Meno mosso 4/4拍子 嬰ハ短調
本楽章は初演に際して現行の位置に移されており、10分を超える2つの楽章の間に6分ほどの楽章を配置することにより箸休め的な効果を狙ったものと思われる。そのため、本式のスケルツォではなく間奏曲風の規模に留まっている。弦楽器がスタッカートを刻む中、ピアノから主題が提示される（譜例4）。
譜例4
その後も楽器を交代し、伴奏音型を変更しながら譜例4を扱っていく。中間部で現れる譜例5は、ここまでの本作中で初めて現れる寛いだ抒情性をもつ主題である。
譜例5
中間部の終わりにはスタッカートの音型が顔を出し、自然にダ・カーポできるように配慮されている。

### 第3楽章
Poco adagio 4/4拍子 変イ長調
この楽章にはブラームスの影響が見て取れると指摘される。まず、チェロが奏でる主題に開始する（譜例6）。
譜例6
譜例6は大きな発展をもたらすことなく、ヴァイオリンの奏する新たな主題に取って代わられる（譜例7）。
譜例7
譜例6の素材によってまとめられたところへピアノが32分音符の音型を導入し、その上に嬰ト短調で付点のリズムによる主題が入ってくる（譜例8）。
譜例8
譜例8による喧騒が落ち着いたところで、ヴァイオリンが高音に譜例9を示す。
譜例9
譜例9の断片を用いて静まっていき、譜例7が再現される。これに譜例6、譜例9が続き、最後は譜例7を聞きながら閉じられる。

### 第4楽章
Allegro con brio 3/4拍子 ヘ短調
この時期のドヴォルザーク作品中でも、効果の高いフィナーレであると評される。チェコのフリアントに特徴的なクロス・リズムを聴くことが出来る。舞踏的な軽快な主題で幕を開ける。
譜例10
第1主題が精力的に展開された後に、次なる主題の提示となる（譜例11）。このワルツ風の第2主題には民謡的要素が見出される。
譜例11
続いて譜例10が再び出されて、精力的に展開されていく。その終わりに譜例11の再現があり、やがて譜例10による進行へと戻っていく。曲の最後には第1楽章の譜例1が回想され、さらに郷愁を誘うような情感が示されたかと思うと、ヴィヴァーチェに転じて駆け足で全曲に幕を下ろす。